# Katharinaberg (Schnals)

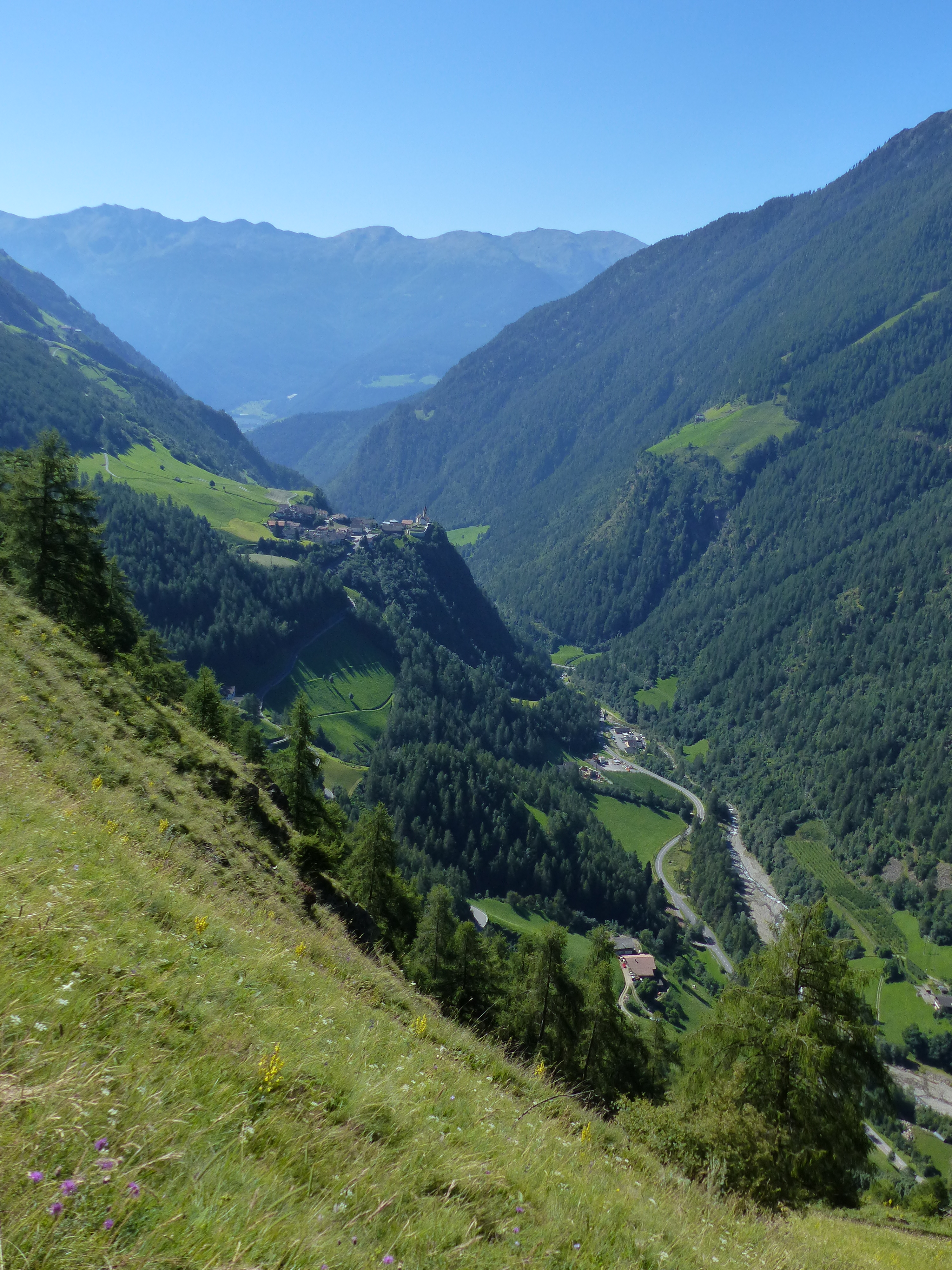
Blick auf das untere Schnalstal mit Katharinaberg

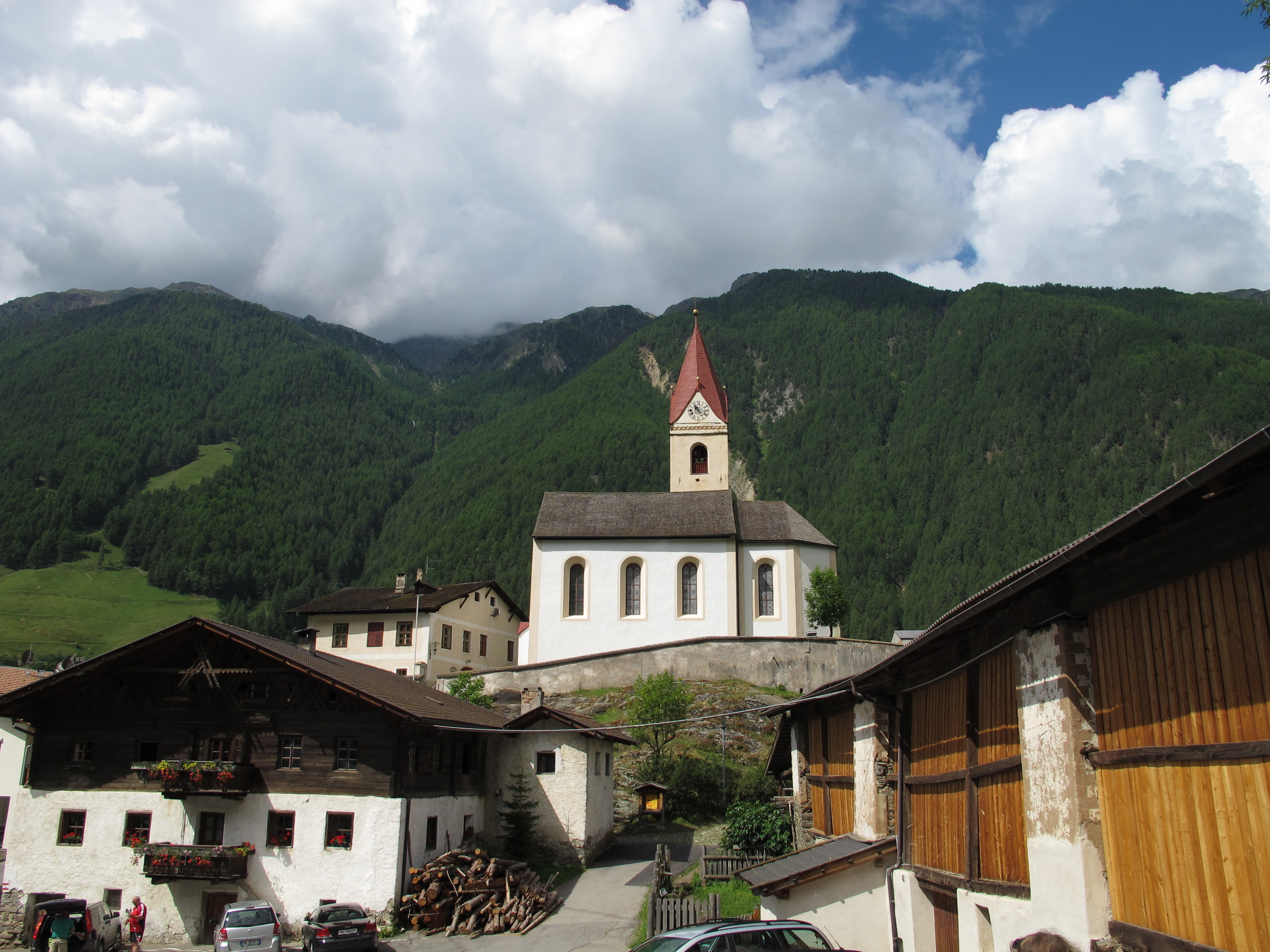
Pfarrkirche St. Katharina

Katharinaberg (italienisch Monte Santa Caterina) ist eine Fraktion der Gemeinde Schnals in Südtirol (Italien).

## Geographie
Der Ort liegt in den südlichen Ötztaler Alpen im Schnalstal. Er befindet sich auf der orographisch linken, östlichen Talseite des Schnalser Baches auf einem Bergsporn (aus altkristallinen Paragneisen), der den Rest eines präglazialen (d. h. vor der Eiszeit vorhandenen) Talbodens darstellt (dessen Fortsetzung man sehr schön auf der gegenüberliegenden Seite [Saxalbhof] erkennt) in 1245 m Höhe am Meraner Höhenweg.
„In diesen alten Talboden haben die Gletscher mehrerer Eiszeiten und – in den Zwischeneiszeiten – auch die Fluten des Schnalser Baches ein neues, tieferes Tal eingeschnitten“. Auf dem Bild „Blick auf das untere Schnalstal mit Katharinaberg“, kann man die beschriebenen Reste des ehemaligen Talbodens gut erkennen. Im weiteren Verlauf mündete das Schnalstal früher (vor den Eiszeiten) auf der Höhe von Schloss Juval in den Vinschgau: Vor allem im Laufe des Postglazials schnitt sich der Schnalser Bach dann in das anstehende Gestein ein und bildete die heutige, beeindruckende, steile und enge Schlucht ins Etschtal (nach dem Abschmelzen des Gletschereises war es zunächst ein sog. glaziales Hängetal).

## Geschichte
Erste Siedlungsspuren in Katharinaberg stammen aus der Bronzezeit. Sie wurden 1994 durch Keramikfunde auf dem Kirchhügel nachgewiesen. In Katharinaberg befand sich die Schnalsburg, die 1350 durch die Mönche des hl. Bruno der Karthause Allerengelberg abgetragen wurde. Die Schnalsburg war das Stammschloss der Herren von Schnals, die der damals mächtigen Familie der Montalbaner (Schloss Montalban bei Kastelbell) entstammten. 1499 wurde die Pfarrkirche St. Katharina gestiftet, die zusammen mit dem Friedhof unter Denkmalschutz steht. Auf dem Friedhof liegt die Mutter von Friedrich Gurschler, Dominika Gurschler, begraben. 1953 gründeten die Brüder Alois und Johann Gorfer vom Obervernatschhof die Musikkapelle Katharinenberg, die etwa 30 Konzerte im Jahr im Ort und außerhalb gibt. 1961 hatte Katharinaberg 300 Einwohner. Die Zahl sank bis 1971 auf 235.

## Bildung
In Katharinaberg befindet sich eine Grundschule für die deutsche Sprachgruppe. Sie gehört zum Schulsprengel Naturns. „Ursprünglich unterrichtete die einzige Lehrkraft im Pfarrhaus, als die Schulstube zu eng wurde sogar zweischichtig, das heißt: die eine Gruppe am Morgen, die zweite am Nachmittag. 1953 wurde das zweiklassige neue Schulgebäude fertiggestellt.“ Im Herbst 1993 wurde dieses Gebäude abgerissen und nach dreijähriger Bauzeit im Jahr 1996 durch einen Neubau ersetzt.
1959/60 hatte die Schule 63 Schüler, 1976/77 21 und im Schuljahr 2017/18 12 Schüler. Über die Anfänge des Schulwesens in Katharinaberg ist nichts Genaues bekannt. Nach Hendricks und Rainer (1990) ist es aber wahrscheinlich, dass mit der Errichtung der Kuratie im Jahr 1735 hier unterrichtet wird – sicher ist eine Schule in Katharinaberg 1840 nachgewiesen.

## Baudenkmale
In Katharinaberg befinden sich einige der Baudenkmale der Gemeinde Schnals:
Pfarrkirche St. Katharina mit Friedhofskapelle und Friedhof
Die Kirche ist der heiligen Katharina von Alexandrien geweiht. An der Stelle der heutigen Kirche stand bis 1350 die Schnalsburg, deren Turm angeblich der heutigen Kirche noch als Glockenturm dient. Huter (1925) schreibt allerdings, dass es dafür keine „quellenmäßige Grundlage“ gäbe. Aber „schon in der Schnalsburg hatte es eine Katharinakapelle gegeben. Die wahrscheinlich recht geräumige Kapelle war bis 1304 das einzige Gotteshaus im Schnalstal“.
Die Mönche der Karthause Allerengelberg ließen damals die Burg, die Heinrich von Kärnten (Graf von Tirol) 1326 als Sitz der von ihm gegründeten Karthause Allerengelburg bestimmt hatte und die auf eine über hundertjährige Geschichte zurückblickte, aus nicht genau bekannten Gründen abtragen, da sie (das Adelsgeschlecht der ehemaligen Besitzer „war dem Erlöschen nahe“) in Karthaus einen günstigeren Standort für ihre Karthause gefunden hatten.
Um 1500 wurde dann die heutige Kirche an dieser Stelle erbaut und 1748 auf die jetzigen Ausmaße erweitert. Der Bau der Pfarrkirche wurde durch den Bauern Cristan Weytaler (Mair am Schnalshof) gefördert, der ein Gelübde abgelegt hatte, die Kapelle wieder zu errichten, wenn seine Tochter von einer lebensbedrohlichen Erkrankung genesen sollte. Da dies geschah, gaben der Konvent von Allerengelberg, der Pfarrer von Naturns und der  Generalvikar des Bischofs von Chur die Erlaubnis zum Bau und statteten die Unterstützer des Baus wenn möglich mit Ablässen aus. Am 24. Mai 1502 wurde die Kapelle mit 3 Altären geweiht, der St. Veitstag als Kirchweihfest festgelegt und die Patrozinien der Altäre verliehen.
Da die Kirche noch weiter verschönert und ausgeschmückt werden sollte, wurde 1504 sogar ein eigener Almosensammler (Michael Jäeger vom Kopfrainhof) bestimmt, der zur Unterstützung ein Begleitschreiben des Priors von Allerengelberg und eine deutsche Kopie des Ablassbriefes der 12 Kardinäle erhielt. In dieser Zeit wurde bereits jeden 3. Sonntag eine Messe in Katharinaberg gelesen.
Der reich verzierte barocke Hochaltar blieb als einziges Kunstwerk nach dem Brand der Kirche 1813 erhalten. Im oberen Fenster des Altars befindet sich das Bild der heiligen Theresia vom Kinde Jesu. Der Naturnser Maler Simon Ybertracher hat das große Bild in der Mitte des Altars gemalt (Vermählung der heiligen Katharina mit Jesus). Links daneben steht die Statue des heiligen Isidors (Schutzpatron der Bauern) und rechts daneben die Statue der  heiligen Notburga (Schutzpatronin der Knechte und Mägde).
Rechts neben der heiligen Notburga steht auf einem Sims die heilige Barbara mit Kelch und Hostie und links neben dem hl. Isidor steht die  heilige Katharina mit dem zerbrochenen Rad, das den Rest der durch die Engel zerstörten Folterwerkzeuge (mit Messern bestückte Räder) der Märtyrerin darstellt. Sowohl Katharina als auch Barbara gehören zu den 14 Nothelfern.
Der linke Seitenaltar ist der  Schmerzensmutter und der rechte dem heiligen Sebastian (Patron der Jäger und Schützen) geweiht.
Am Turm an der westlichen Wand der Kirche findet man noch ein kleines Seitenkapellchen (ein altes Beinhaus) mit einem geschnitzten, barocken Altärchen, dessen Zentrum eine bäuerliche Pietà-Gruppe darstellt. Wer die zu beiden Seiten des Altärchen stehenden Heiligen sind, ist nicht sicher bekannt. In Katharinaberg wird dieses Kapellchen auch als „Kapelle der schmerzhaften Mutter“ bezeichnet, in der insbesondere an Schmerzensfreitagen gebetet wird.

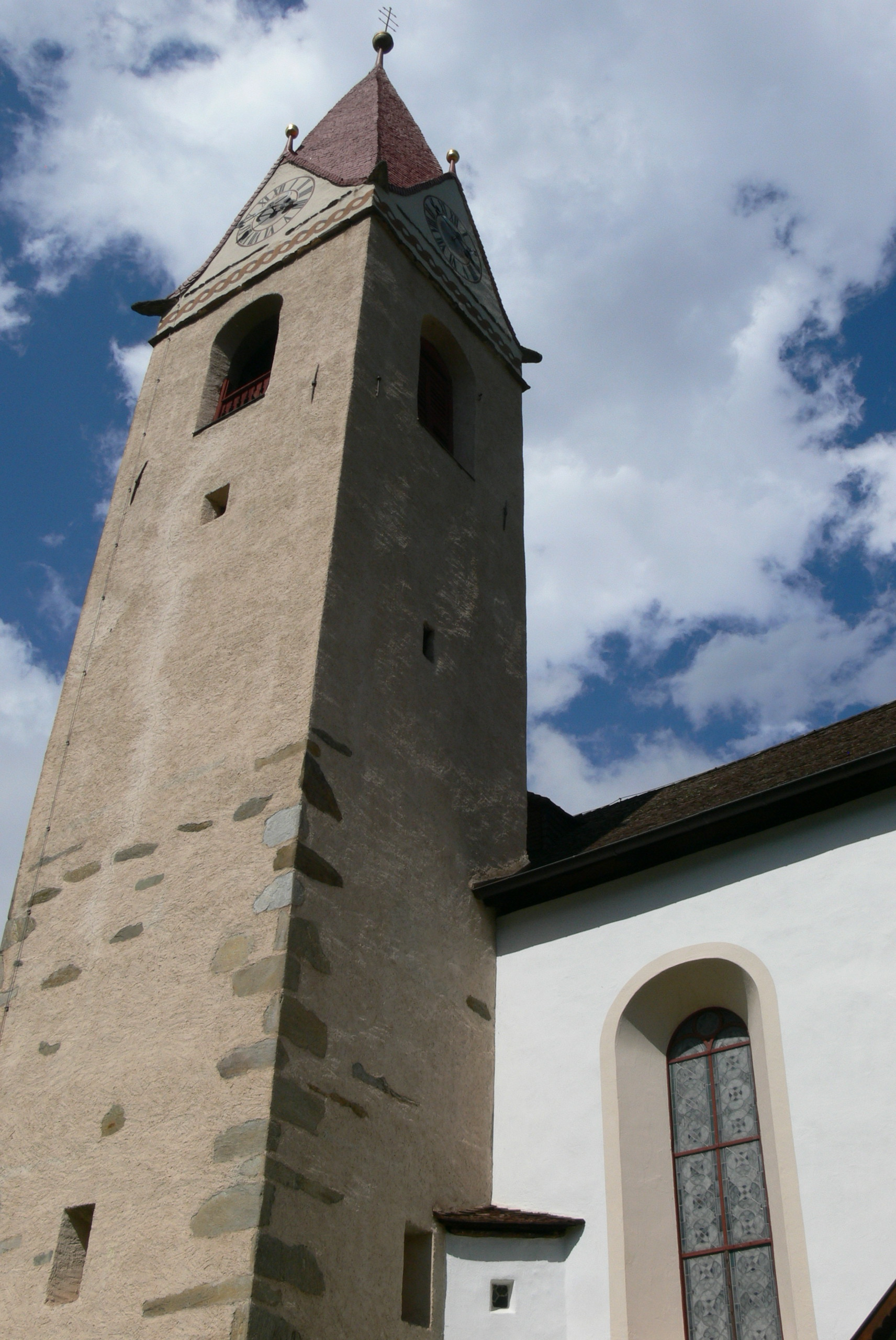
Der Kirchturm, ehemals Burgturm
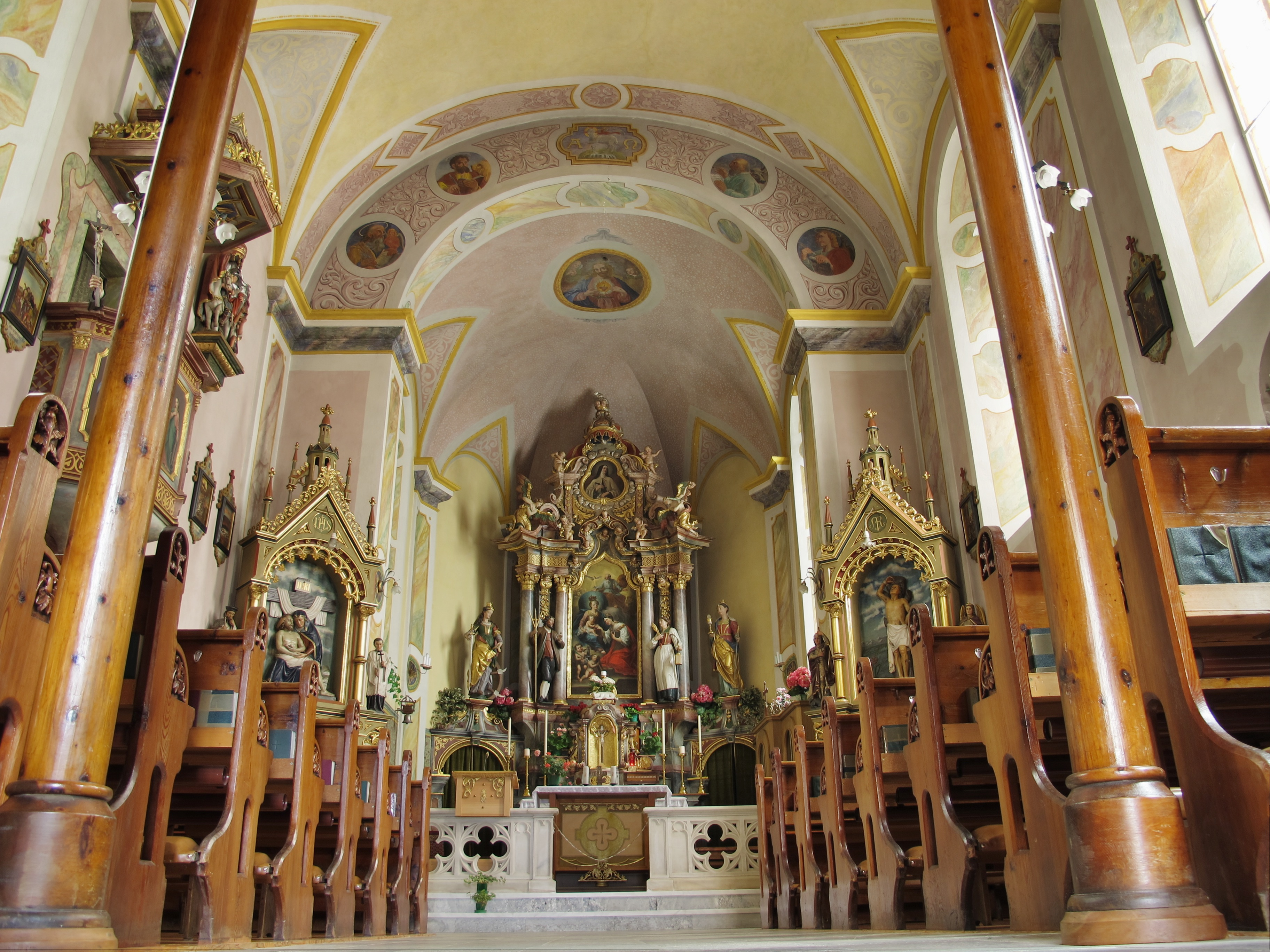
Innenansicht
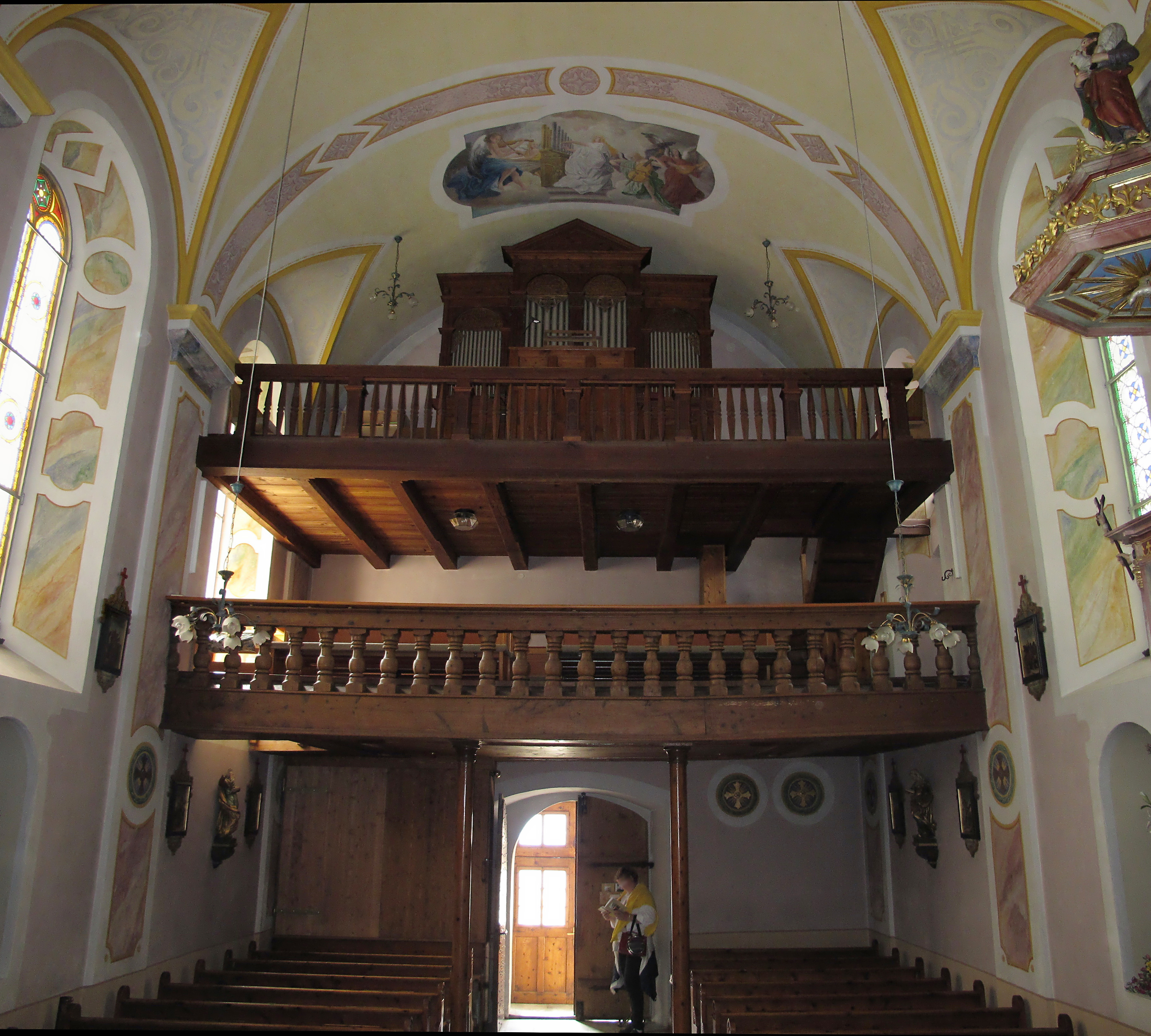
Empore
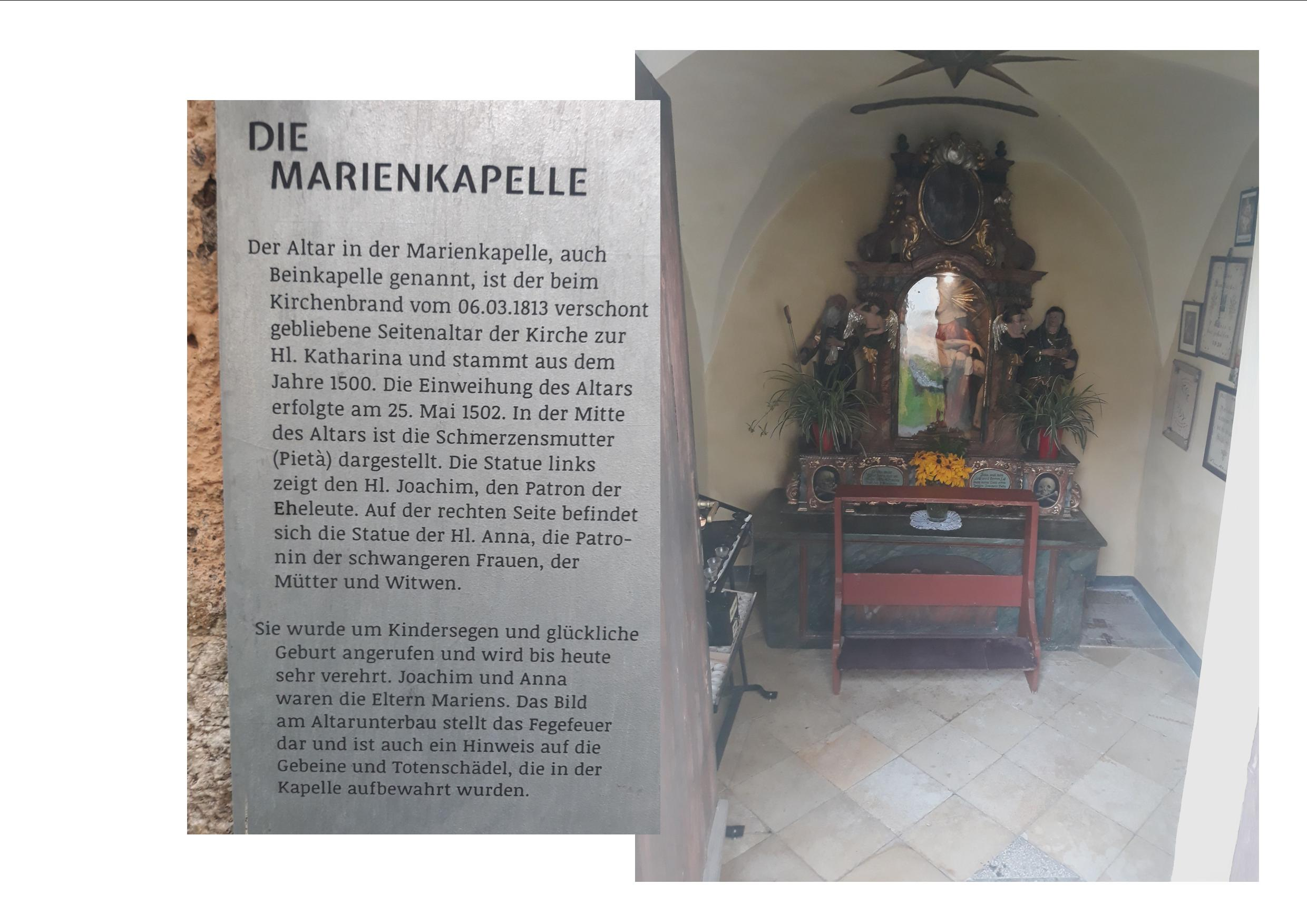
Innenansicht der Marienkapelle in Katharinaberg mit der zugehörigen Erläuterung

Obermair
Das Wohnhaus mit Giebelbundwerk, Tür-, Fenster- und Eckbemalung hat eine Stube mit Feldergetäfel und einer geschnitzten Türeinfassung. Im Giebelbundwerk findet sich die Jahreszahl 1814; die Türeinfassung ist mit der Jahresangabe 1812 und den Namen Jacob Kofler und Elisabeth Reinerin versehen. Das Gebäude steht seit 1981 unter Denkmalschutz.
Obervernatsch
Das Wohnhaus ist ein Holzblockbau mit gotischem Erdgeschoss; Ober- und Dachgeschoss stammen aus dem 16. Jahrhundert. Die Stube ist mit geschnitzten Fenstereinfassungen versehen. Hier findet sich die Jahresangabe 1739. Das Gebäude wurde 1981 unter Denkmalschutz gestellt.
Montfert
Montfert ist ein Bauensemble mit Wohn- und Wirtschaftsgebäude. Der Holzblockbau des Wohnhauses verfügt über eine Stube mit zwei Unterzugbalken. Sie ist mit einer Felderdecke geschmückt. Über dem Türholm ist die Jahreszahl 1812 angebracht. Der Getreidekasten hat eine geschnitzte Pfette.
Montfert steht seit 1981 unter Denkmalschutz.
Weithal
Weithal ist ein Ensemble aus Wohn- und Wirtschaftsgebäuden. Das Wohnhaus hat eine Freitreppe. Die Fenster sowie die Gebäudekanten sind bemalt. Der Speicher stammt aus dem 17. Jahrhundert. Das Ensemble wurde 1981 unter Denkmalschutz gestellt.
Mitterkaser in Pfossental
Das Wohngebäude ist ein spätgotischer Blockbau. Es hat einen mit Steinen gepflasterten Eingang, im Giebelbundwerk ist die Jahreszahl 1620 angegeben, über dem Türholm befindet sich die Jahreszahl 1670. Die Stube verfügt über einen abgefasten Unterzugbalken. Die Küchendecke ist gewölbt. Das Gebäude steht seit 1989 unter Denkmalschutz.
Kapelle beim Unterperfl
Die Barockkapelle aus dem 18. Jahrhundert wurde 1990 unter Schutz gestellt. Das Gebäude mit Schindeldach hat an den Gebäudeecken gemalte Quader. Im Inneren hat sie ein Tonnengewölbe. Sie ist barock ausgestattet.

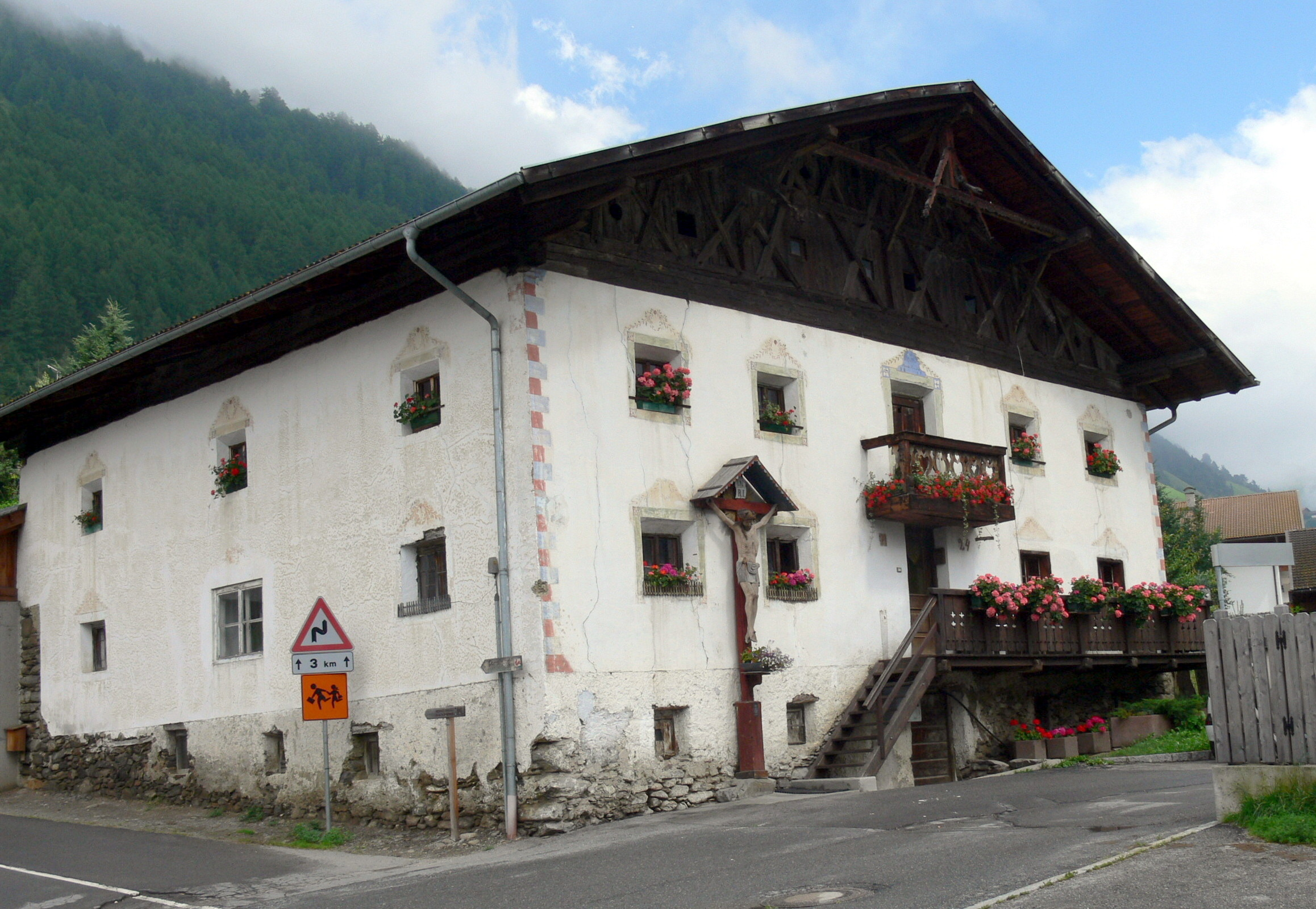
Obermair in Katharinaberg
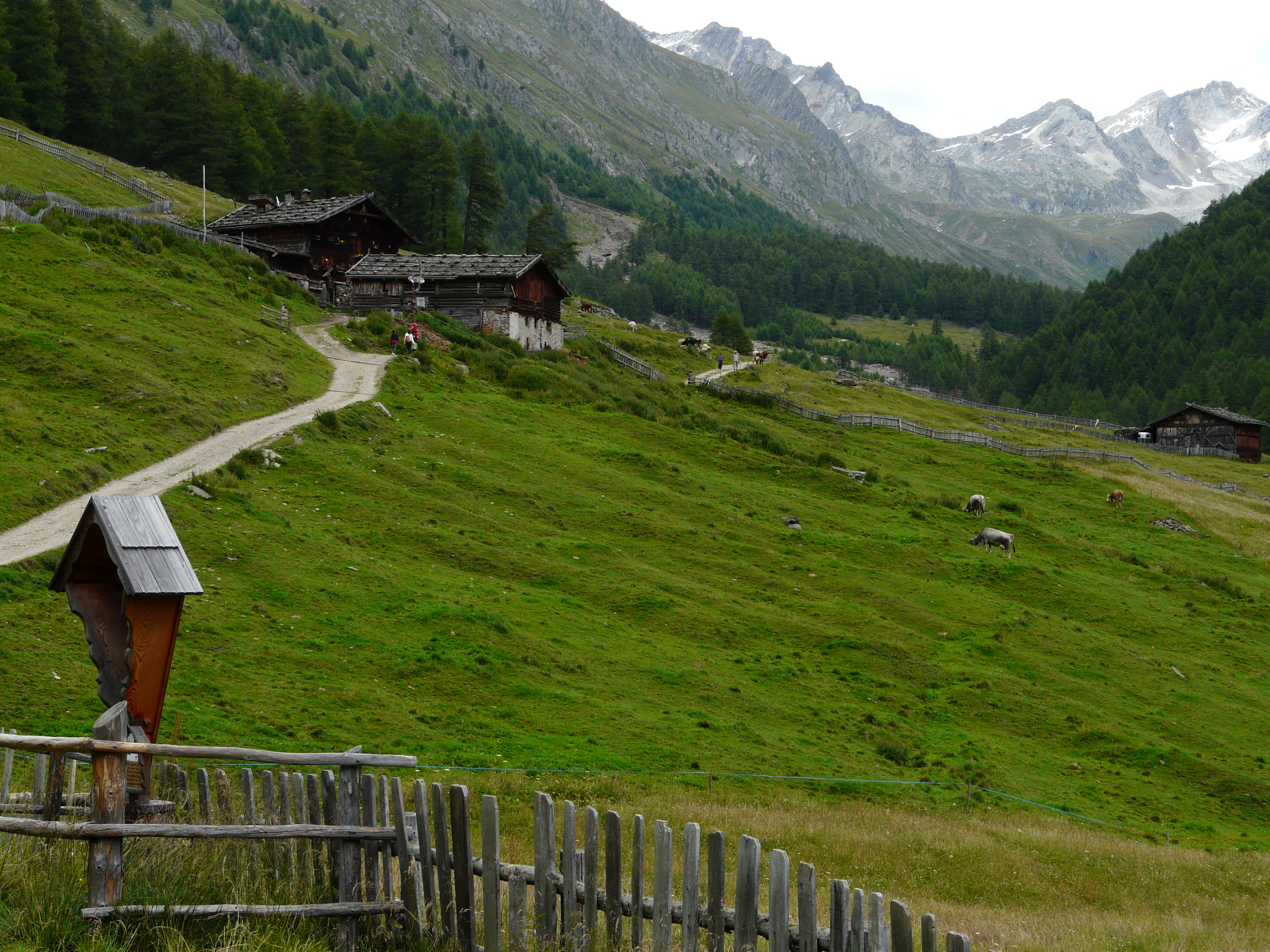
Mitterkaser in Pfossental
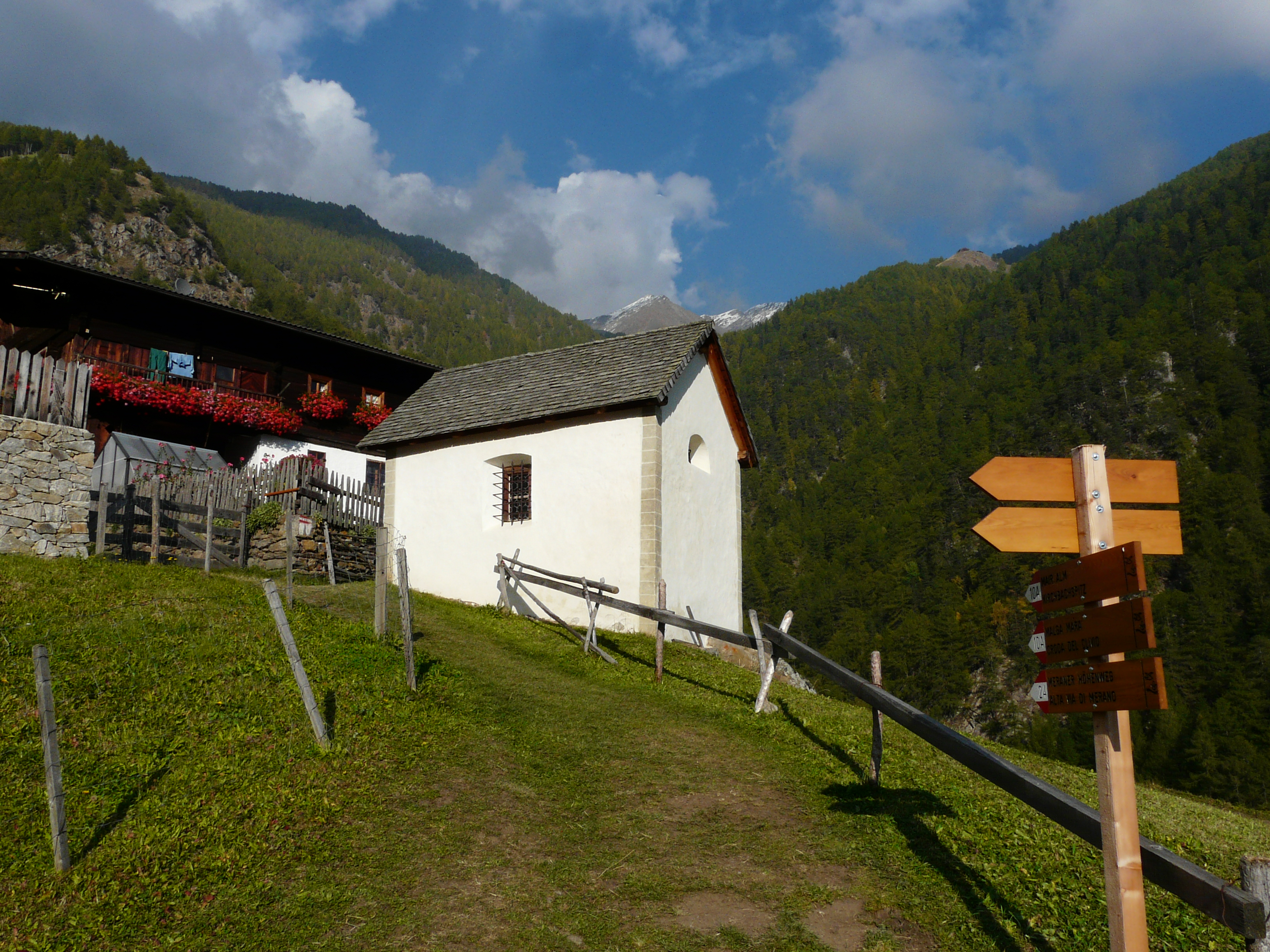
Kapelle beim Unterperfl
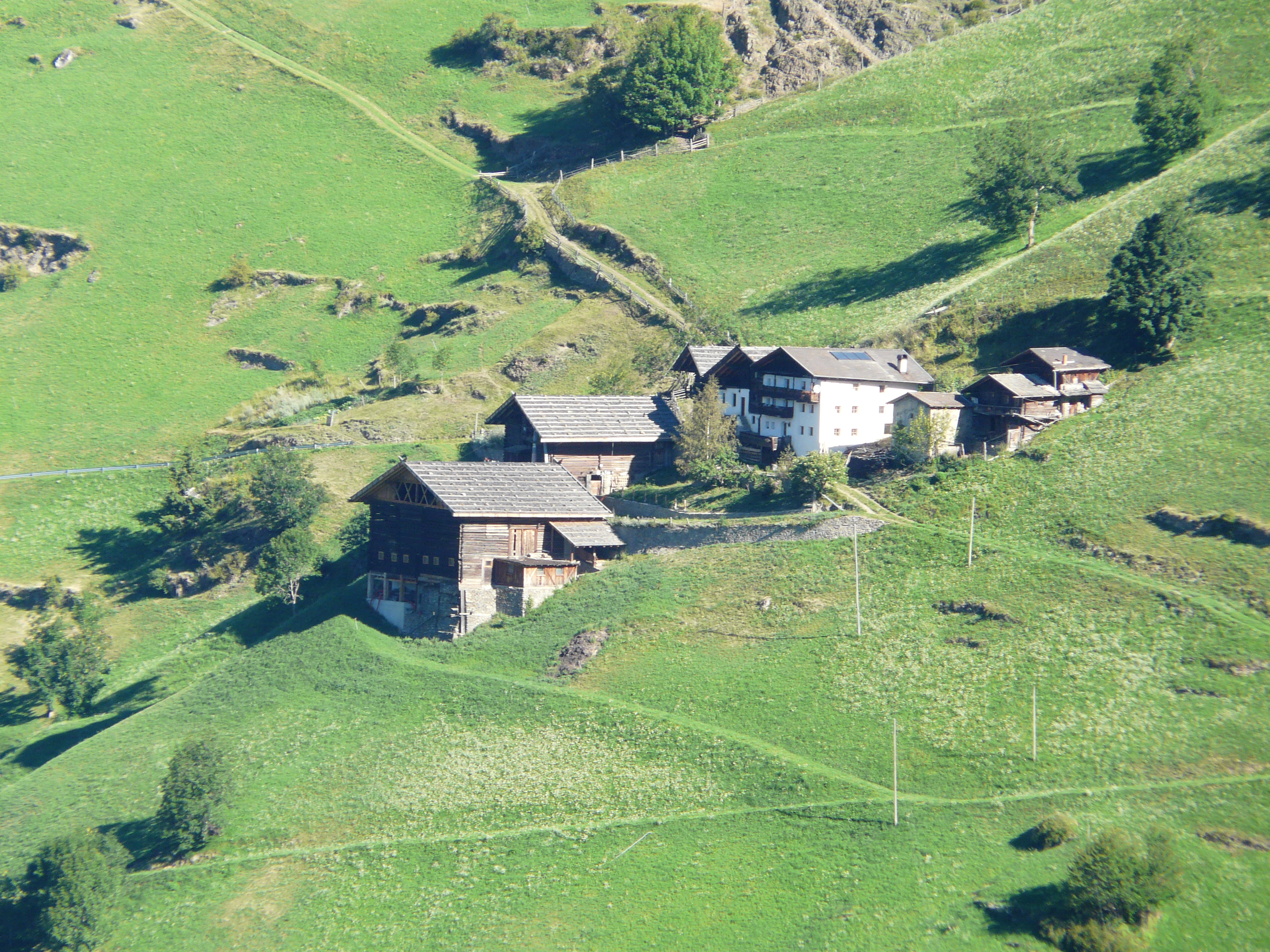
Weithal